# Бугабашская икона Божией Матери

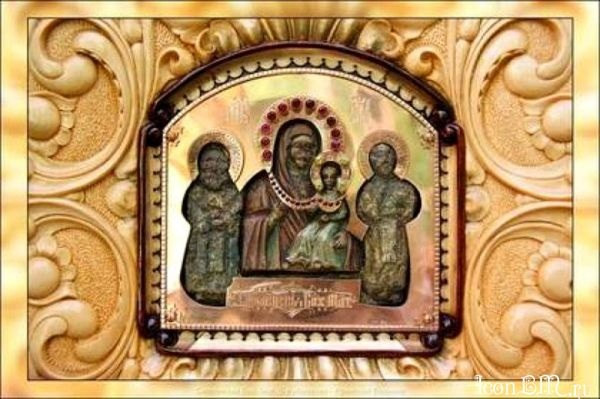

Бугаба́шская ико́на Бо́жией Ма́тери — икона Богородицы из Нефтекамской епархии, почитаемая чудотворной. Представляет собой изображение на камне Богородицы с Младенцем, Василия Великого и Николая Чудотворца. Появление иконы относится ко второй половине XIX века в селе Бугабашево Бакалинского района Башкортостана. Является единственной чудотворной иконой Нефтекамской епархии, сохранившейся в подлиннике. Празднование иконе совершается 28 июля (10 августа).
По иконографии относится к типу Одигитрия и повторяет Смоленскую икону Божией Матери.

## Появление
Существует две версии появления иконы. 
Согласно первой версии, во второй половине XIX века с фронта возвращался солдат Табаков Тит Петрович, родом из чувашской деревни Бугабаш. Он решил с товарищами посетить место, где находилась икона Смоленской Божией Матери. Они решили на память из реки взять по камешку. Тит присмотрел себе небольшой камушек, но он оказался размером с книгу. Он бросил его и хотел взять другой, но неожиданно ослеп. Тогда он попросил товарищей достать прежний камень и, взяв его, прозрел. По дороге домой Тит устал нести камень и решил выбросить его, но вскоре он опять стал слепнуть. Товарищи Тита вернулись, взяли камень и отдали ему, после чего он снова прозрел. Когда Тит вернулся домой, он положил камень на дно сундука. Спустя много лет Тит Петрович женился, завёл детей. Однажды весной, жители деревни пошли в Николо-Березовку, Тит решил на святом источнике освятить камень. Достав камень, он увидел рисунок, на котором появились лик Богородицы c Младенцем, а по сторонам — святые  Николай Чудотворец и Василий Великий. После этого Титу приснился сон: явилась Богородица и попросила идти за благословением к Уфимскому епископу для основания в Бугабаше женского монастыря. Он говорит Ей, что нет денег, а Она в ответ пообещала помочь. Тит поехал в Уфу к епископу и все ему рассказал. Епископ пригласил каменотеса, который высек по намеченному рисунку объемный образ, и благословил основать монастырь. Тит возвратился домой и с иконой привез десять монахинь. Монастырь был освящен в 1900 году и стал именоваться Богородицким Одигитриевским.
Согласно другой версии икона явилась тем же образом, только Титом является шестнадцатилетний паренёк, взявший камень из реки во время паломничества.